# Star Trek Into Darkness
Star Trek Into Darkness er en amerikansk science fiction spillefilm. Det er den 12. Star Trek spillefilm og efterfølgeren til filmen Star Trek fra 2009. Den er instrueret af J. J. Abrams og baseret på tv-serien med samme navn. Filmen havde premiere i USA den 15. maj 2013. I Danmark havde den premiere den 6. juni 2013.

## Medvirkende
Chris Pine, Zachary Quinto, Karl Urban, Zoe Saldana, Anton Yelchin, Simon Pegg, John Cho, og Bruce Greenwood vil spille samme roller som i den forrige film, mens nye skuespillere er Benedict Cumberbatch, Peter Weller og Alice Eve.

## Handling
Rumskibet USS Enterprise er på en mission til planeten Nibiru der har en primitiv civilisation. Da Spock er nede i en vulkan på planeten og kommer i livsfare vælger kaptajn James T. Kirk at redde ham, men afslører samtidig rumskibet for de primitive hvilket er en klar overtrædelse af Stjerneflådens regler (Prime Directive). Kirk bliver derfor degraderet men admiral Christopher Pike hjælper Kirk og gør ham til næstkommanderende på Enterprise og Spork skal gøre tjeneste på et andet rumskib.

Et hemmeligt Section 31 anlæg i London bliver bombet. Kirk og Pike er til at møde om hvordan man skal fange den skyldige, en tidligere stjerneflåde agent John Harrison.